# Final Masquerade
«Final Masquerade» (с англ. — «Последний маскарад») — песня американской рок-группы Linkin Park, изначально записанная в 2014 году для шестого альбома The Hunting Party, в котором она является одиннадцатым треком. 8 июня 2014 года трек выпущен в качестве сингла, став третьим по счёту синглом с этого альбома. Песня была спродюсирована Майком Шинодой и Брэдом Дэлсоном, сопродюсером выступил Эмиль Хэйни. 19 февраля 2015 года была выпущена акустическая версия песни.

## Участники записи
- Честер Беннингтон — вокал;
- Майк Шинода — ритм-гитара, клавишные;
- Брэд Делсон — соло-гитара;
- Дэвид «Феникс» Фаррелл — бас-гитара, бэк-вокал;
- Роб Бурдон — ударные, перкуссия;
- Джо Хан — сэмплинг, программирование.

## Критика
В потрековом обзоре журнала Billboard песня получила положительный отклик. В статье от Metal Hammer отмечается, что в этой песне вокальное исполнение Честера Беннингтона — одно из лучших в альбоме.

## Чарты
| Чарт (2014)                                  | Высшая позиция |
| -------------------------------------------- | -------------- |
| Австралия (ARIA)                             | 43             |
| Австрия (Ö3 Austria Top 40)                  | 65             |
| Бельгия/Фландрия (Ultratip Bubbling Under)   | 44             |
| Бельгия/Валлония (Ultratop 50)               | 46             |
| Канада (Billboard Canadian Hot 100)          | 85             |
| Чехия (Rádio — Top 100)                      | 97             |
| Дания (Tracklisten)                          | 34             |
| Франция (SNEP)                               | 45             |
| Германия (GfK)                               | 70             |
| Венгрия (Single Top 40)                      | 5              |
| India (Saavn Weekly Top Songs)               | 1              |
| Италия (FIMI)                                | 34             |
| Новая Зеландия (Recorded Music NZ)           | 30             |
| Portugal (AFP)                               | 22             |
| Испания (PROMUSICAE)                         | 35             |
| Швейцария (Schweizer Hitparade)              | 64             |
| UK Singles (Official Charts Company)         | 106            |
| UK Rock (Official Charts Company)            | 2              |
| США (Billboard Bubbling Under Hot 100)       | 15             |
| США (Billboard Hot Rock & Alternative Songs) | 18             |
| США (Billboard Rock & Alternative Airplay)   | 30             |
| США (Billboard Alternative Airplay)          | 32             |
| США (Billboard Mainstream Rock)              | 35             |